# Rosengarten Konopiště

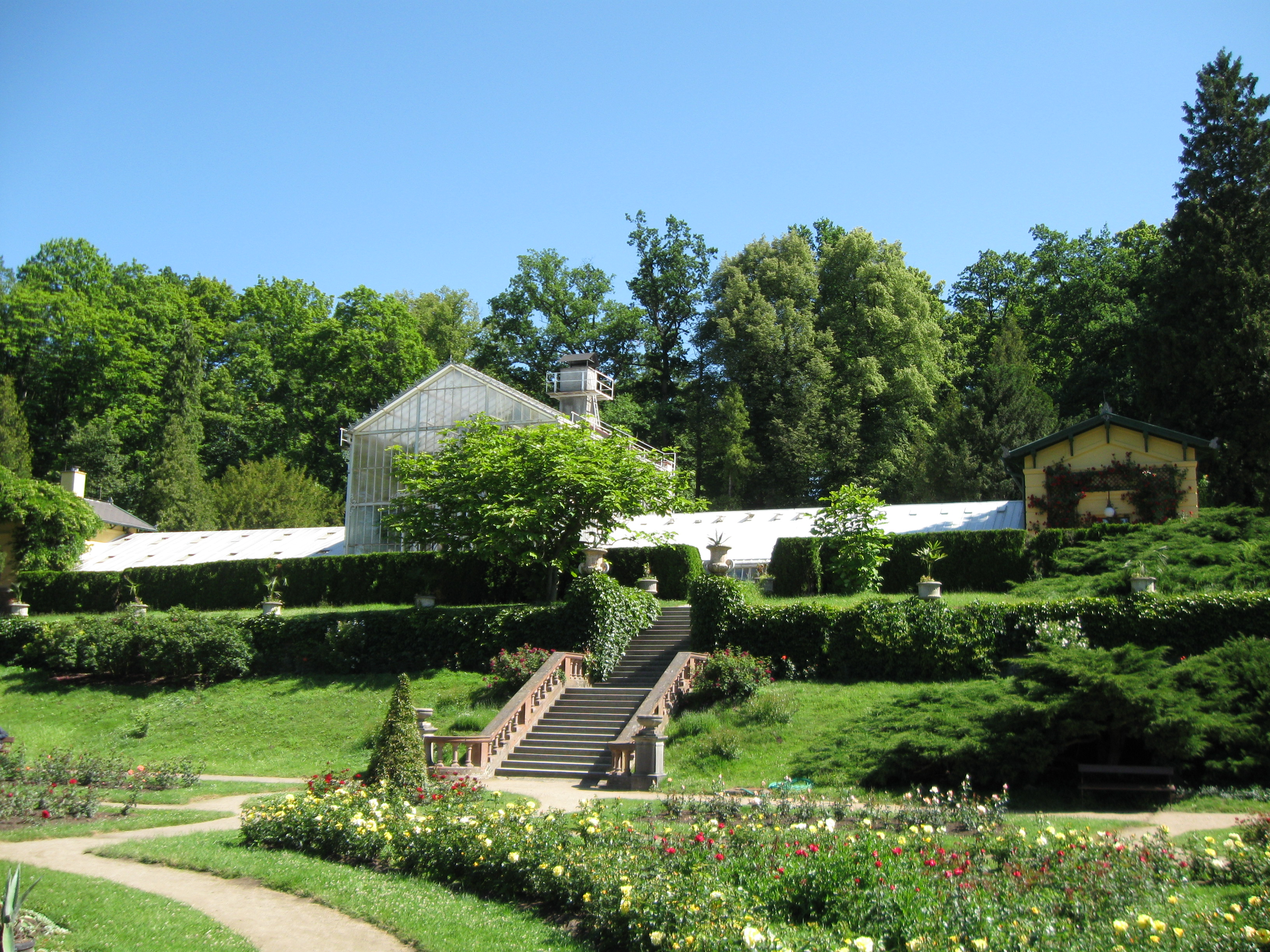
Rosengarten Konopiště mit Blick in Richtung der Gewächshäuser auf der höher gelegenen Terrasse

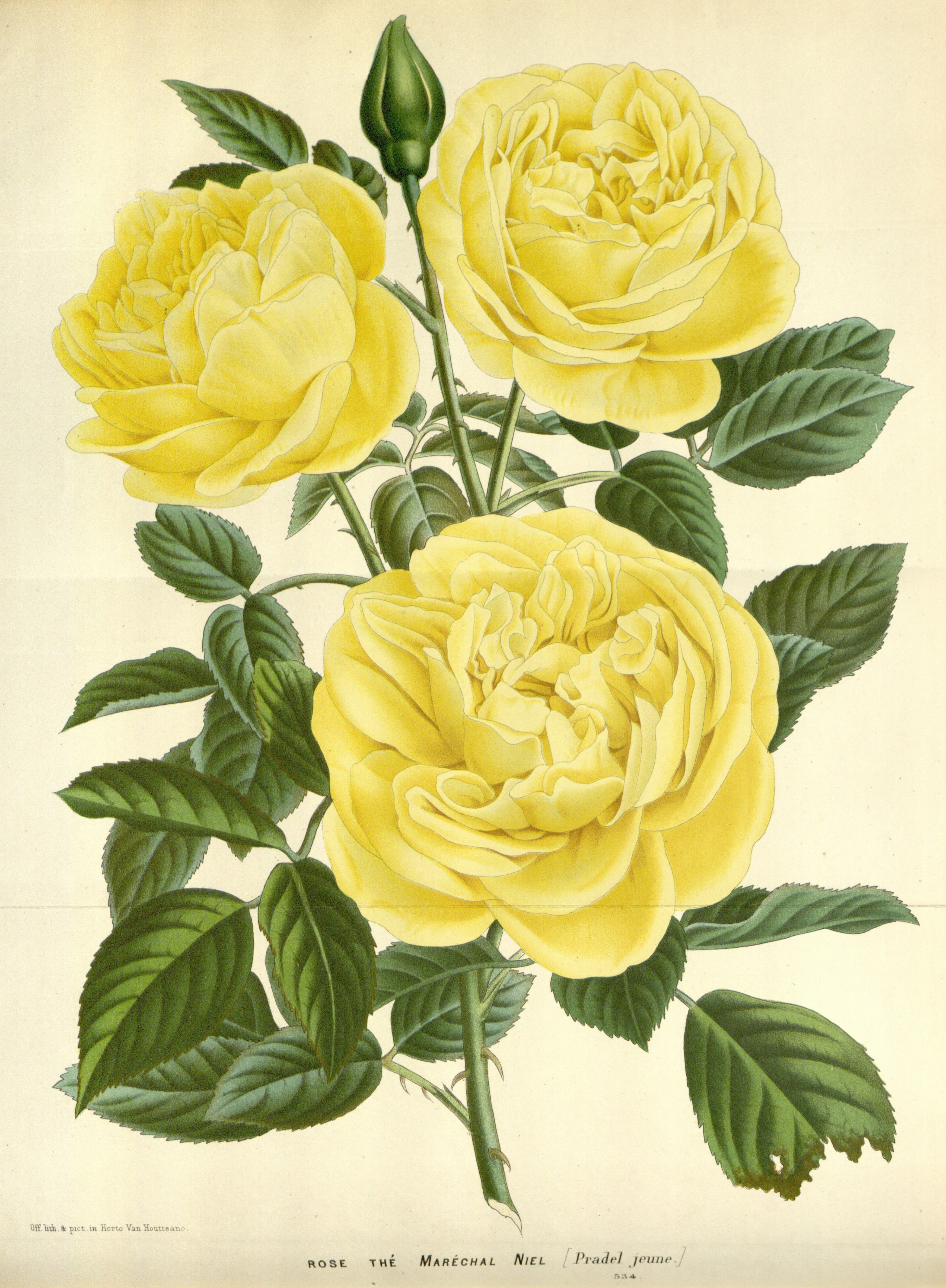
Rose 'Marechal Niel'

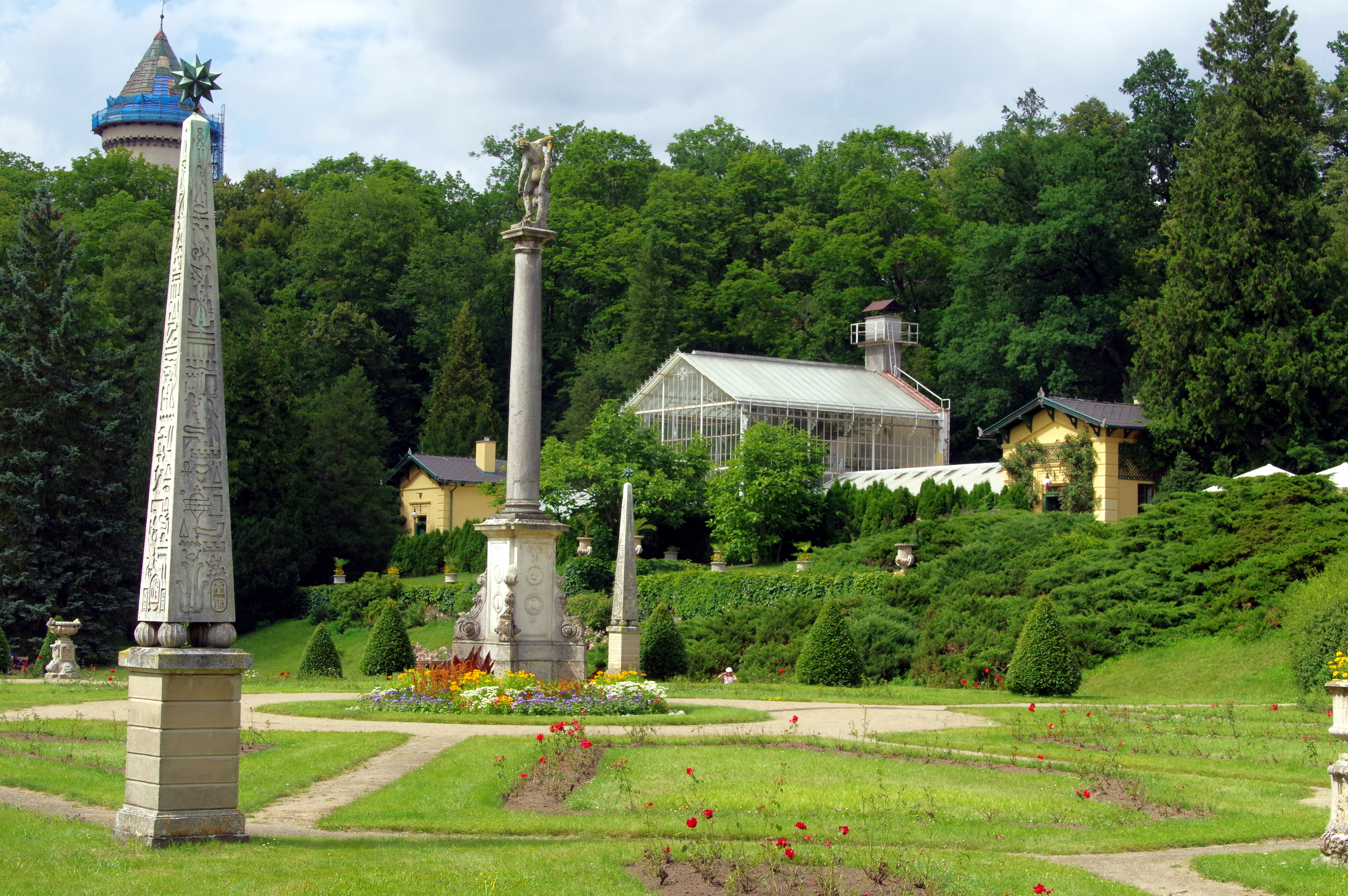
Blick in den geometrisch angelegten Rosengarten mit der zentralen Kleopatra-Säule und den begleitenden Obelisken; im Hintergrund ist die Turmspitze des Schlosses und das große Gewächshaus zu sehen.

Der Rosengarten Konopiště (auch Rosarium Konopiště) wurde in den Jahren 1906 bis 1913 im ehemaligen Barockgarten des Schlosses Konopiště 40 Kilometer südöstlich von Prag im Auftrag von Franz Ferdinand von Österreich-Este und seiner Ehefrau Sophie Herzogin von Hohenberg angelegt. Nach wechselvoller Geschichte bildet der formal angelegte Rosengarten heute das Zentrum des Konopiště-Landschaftsparks.

## Geschichte des Rosengartens
Bereits im 18. Jahrhundert wurden in der Umgebung des Schlosses Konopiště Gärten angelegt. Nachdem Franz Ferdinand von Österreich-Este 1887 das Schloss und die Ländereien erworben hatte, begann eine umfassende Umgestaltung der Gebäude und Erweiterung der Parkanlagen. Zunächst wurden einige Wirtschaftsgebäude in der unmittelbaren Nachschaft des Schlosses, unter anderem eine Brauerei und Brennerei, diverse Scheunen und eine Zuckerfabrik abgerissen, um Platz für die Neuanlage des Parks und der Gärten zu schaffen. Nachdem das Schloss in den Jahren 1889 bis 1894 nach Plänen von Josef Mocker umgebaut wurde, begann man anschließend mit der Neugestaltung der auf 225 ha vergrößerten Außenanlagen zu einem Landschaftspark.
Bereits 1888 wurden erste Pläne für einen Rosengarten südöstlich des Schlosses auf dem Terrain des alten Barockgartens vorgelegt. Nach dem Suizid von Kronprinz Rudolf 1889 in Mayerling und dem Tod von Karl Ludwig von Österreich wurde Franz Ferdinand 1896 nach den habsburgischen Hausgesetzen österreichisch-ungarischer Thronfolger. 1900 heiratete er morganatisch Sophie Chotek von Chotkova und zog sich anschließend weitgehend vom Wiener Hof zurück. Schloss Konopiště wurde ausgebaut und zum ständigen Wohnsitz der Familie. Die Gärten und der Landschaftspark wurde neu geplant und schrittweise angelegt. Die Arbeiten am Garten nach Plänen des kaiserlichen Hofgärtners Karl Mösmer aus Wien und des Obergärtners Karel Rozínek aus Prag begannen jedoch erst 1906, da man zunächst den oberhalb gelegenen Terrassengarten in der unmittelbaren Nachbarschaft des Schlosses neu gestalten musste. Die Pflanzen und Rosen für den Garten wurden aus Österreich-Ungarn und Thüringen an die Gärtnereien und Baumschulen in Konopiště geliefert.
Neben 1500 Hochstammrosen pflanzten die Gärtner im Rosenpaterre noch 7000 Strauchrosen. Der formal angelegte Rosengarten wurde durch zahlreiche Skulpturen und Steinvasen aus dem Castello del Catajo (bei Padua) ausgeschmückt, die Erzherzog Franz Ferdinand zum Teil geerbt und durch eigene Zukäufe ergänzt hatte. Im Zentrum des Gartens befindet sich eine neun Meter hohe Kleopatra-Säule, die von vier Obelisken begleitet wird. Oberhalb des Rosengartens errichtete man auf einer höher gelegenen Terrassenfläche ein 1200 Quadratmeter großes Gewächshaus für Palmen und Orchideen. Am Gewächshaus wurden neben Glyzinien auch gelbe Kletterrosen 'Marechal Niel' angepflanzt, die Sophie von Hohenberg geschenkt bekommen hat.
1913 wurde der Rosengarten fertiggestellt. In dem im französischen Stil angelegten Rosengarten wurden auf einer Fläche von fünf Hektar 200 verschiedene Rosenarten angepflanzt. Den optischen Abschluss des Rosengartens bildete ein von dem englischen Landschaftsarchitekten Ernest Marchan geplanter Teich mit einem Alpinum und einer rustikalen Korklaube, die ebenfalls 1913 fertiggestellt wurden. 1913 und im Juni 1914, unmittelbar vor der Ermordung Franz Ferdinands und seiner Frau in Sarajevo, besuchte Kaiser Wilhelm II. das Schloss Konopiště, den Rosengarten und die Korklaube.
1921 wurde das Schloss und der Park Konopiště verstaatlicht und ging in das Eigentum des Landwirtschaftsministeriums des tschechoslowakischen Staates über. Der Park und teilweise auch das Schloss wurden der Öffentlichkeit zugänglich gemacht. Während des Zweiten Weltkrieges befand sich auf dem Gelände ein SS-Hauptquartier. Durch Kriegshandlungen wurde der Rosengarten in den letzten Kriegsmonaten stark beschädigt. Nach dem Zweiten Weltkrieg wurde der Garten zwar wieder für Besucher geöffnet, jedoch der Pflanzenbestand allmählich vernachlässigt. Das Rosarium wurde 1962 von Bohumil Kavka und Milada Opatrná neu gestaltet und nachgepflanzt. Eine umfassende Sanierung, unter anderem auch die Rekonstruktion des Gewächshauses, dass seit den 1970er Jahren nicht mehr zugänglich war, erfolgte zwischen 1995 und 2000.  Heute befinden sich im Rosarium etwa 5200 Rosengewächse.